# Monster (Paramore)
Monster è un singolo dei Paramore, pubblicato il 7 giugno 2011 dall'etichetta discografica Fueled by Ramen. Fa parte della colonna sonora del film Transformers 3 ed è il primo singolo registrato dai Paramore dopo l'abbandono del gruppo da parte di Zac e Josh Farro nel 2010.
Un video con la canzone completa è stato pubblicato dalla band su YouTube il 2 giugno, ricevendo in meno di tre giorni oltre un milione di visualizzazioni.

## Video musicale
Il video ufficiale per Monster è stato presentato alla mezzanotte del 17 luglio 2011 in esclusiva su MTV.
Il video, diretto da Shane Drake, inizia con Hayley, Jeremy e Taylor fluttuare apparentemente incoscienti in acqua. Il continuo del video vede alternarsi delle scene dove la band suona il brano in un ospedale abbandonato colpendo ripetutamente i muri circostanti e scene dove gli stessi scappano ai vari crolli dell'edificio causati dai colpi.

## Tracce
1. Monster – 3:20

## Formazione
- Hayley Williams – voce, tastiera
- Jeremy Davis – basso
- Taylor York - chitarra, batteria

## Classifiche
| Classifica (2011)          | Posizione massima |
| -------------------------- | ----------------- |
| Australia                  | 56                |
| Brasile                    | 12                |
| Canada                     | 55                |
| Nuova Zelanda              | 23                |
| Regno Unito                | 21                |
| Regno Unito (rock & metal) | 22                |
| Scozia                     | 13                |
| Stati Uniti                | 36                |
| Stati Uniti (alternative)  | 23                |
| Stati Uniti (digital)      | 16                |
| Stati Uniti (rock)         | 38                |
| Taiwan                     | 4                 |